# Шаумян (Адигея)
Шаумян (рос. Шаумян) — хутір Майкопського району Адигеї Росії. Входить до складу Побєденського сільського поселення.
Населення — 405 осіб (2015 рік).